# Alàs i Cerc
Alàs i Cerc és un municipi de la comarca de l'Alt Urgell, Catalunya, creat el 1970, al llevant del pla de la Seu. El poble d'Alàs és el cap de municipi, però el terme comprèn també els pobles de Torres d'Alàs, Cerc, Artedó, la Bastida d'Hortons, el Ges, Vilanova de Banat, el llogaret despoblat de Lletó, el santuari de Santa Maria de les Peces, el de Sagàs, i diverses ermites i masies esparsos arreu, com l'ermita de Sant Antoni del Tossal, la capella i mas de Sant Miquel, i la masia de la Molina de Lletó. L'economia del municipi s'ha basat sempre en l'agricultura i la ramaderia, en el sector primari, destacant-ne la producció de llet i el conreu de la poma i la pera.

## Etimologia
En documentació antiga (segle ix), trobem Alàs com a Alasso, topònim d'origen incert (possiblement preromà). Durant el mateix segle, Cerc es coneixia com a Cerco, que prové del llatí vulgar CERCU (QUERCU en llatí clàssic) i que significa "alzina, roure".

## Geografia

Entitats de població d'Alàs i Cerc

El municipi és a l'est del cap comarcal a 4 kilòmetres d'aquesta, a la riba esquerra del Segre. Limita al nord amb Estamariu, a l'est amb Arsèguel i Cava (Alt Urgell), al sud amb La Vansa i Fórnols, a l'oest amb el Pla de Sant Tirs i al nord-oest amb la Seu d'Urgell. Dins el terme d'Alàs i Cerc hi ha el petit enclavament de Bell-lloc, que pertany al municipi de la Seu i que està als primers contraforts de la Serra del Cadí.
El Segre li fa de límit natural pel nord; únicament a la dreta del riu hi ha un petit bocí de terres que correspon a l'antic terme de Torres, incorporat des de mitjan segle xix al d'Alàs. El termenal, per llevant, remunta la riba dreta del riu de Vilanova passant pel roc de la Gralla i el roc del Moixol i continua aigua amunt el curs del torrent de la Molina fins a arribar a la carena de la serra del Cadí, que fa de límit per migdia des de ponent de la Torre de Cadí passant pel portell de Cadí i el cap de la Fesa (2.391 m).
Les terres d'Alàs i Cerc s'estenen al peu de la serra del Cadí i els seus contraforts septentrionals; bona part del sud del municipi és integrat al Parc Natural del Cadí-Moixeró.

### Núclis de població
| Entitat de població  | Habitants (2023) |
| Alàs                 | 191              |
| Artedó               | 33               |
| Cerc                 | 28               |
| la Bastida d'Hortons | 25               |
| Vilanova de Banat    | 17               |
| el Ges               | 16               |
| Torres d'Alàs        | 12               |
| Font: Idescat        |                  |

=== Demografia ===
| 1497 f | 1515 f | 1553 f | 1717 | 1787 | 1857  | 1877  | 1887  | 1900  | 1910 |
| ------ | ------ | ------ | ---- | ---- | ----- | ----- | ----- | ----- | ---- |
| 29     | 40     | 50     | 564  | 681  | 1.326 | 1.212 | 1.076 | 1.014 | 986  |

| 1920  | 1930  | 1940 | 1950 | 1960 | 1970 | 1981 | 1990 | 1992 | 1994 |
| ----- | ----- | ---- | ---- | ---- | ---- | ---- | ---- | ---- | ---- |
| 1.073 | 1.021 | 876  | 781  | 762  | 588  | 461  | 431  | 399  | 399  |

| 1996 | 1998 | 2000 | 2002 | 2004 | 2006 | 2008 | 2010 | 2012 | 2014 |
| ---- | ---- | ---- | ---- | ---- | ---- | ---- | ---- | ---- | ---- |
| 409  | 410  | 400  | 405  | 403  | 404  | 396  | 386  | 376  | 356  |

| 2016 | 2018 | 2020 | 2022 | 2024 | 2026 | 2028 | 2030 | 2032 | 2034 |
| ---- | ---- | ---- | ---- | ---- | ---- | ---- | ---- | ---- | ---- |
| 350  | 342  | 320  | 329  | 322  | -    | -    | -    | -    | -    |

El primer cens és del 1970, després de la fusió dels antics municipis d'Alàs i de Cerc.

## Història
Cerc (escrit antigament Serc), en la documentació antiga (segle ix) apareix com a Cerco que prové del llatí Quercu que significa alzina o roure.
Segons Coromines, el topònim Alàs prové d'una forma bascoide preromana. Moll, en canvi, pensa que és probable que derivi d'un nom gentilici cèltic, Alacius. El lloc fou documentat en l'acta de consagració de la catedral d'Urgell, on apareix en la forma Alasso (segle ix). Una altra citació antiga és la del 878, any que s'efectuà una permuta de terres "subtus villa Elasso".
Les altres mencions d'Alàs documentades al segle x en parlen sempre com a vila. L'any 979, els marmessors del vescomte d'Osona Guadall (que era germà del bisbe Guisad d'Urgell) donaren a l'Església d'Urgell l'alou que el vescomte tenia a la vila d'Alàs. L'església de Sant Esteve d'Alàs, amb les esglésies sufragànies i els alous que posseïa, fou donada el 988 al bisbe i als canonges de la Seu pel comte Borrell II. També el bisbe Sala d'Urgell, pel seu testament del 1003, deixà a Santa Maria d'Urgell un alou a Alàs. Totes aquestes donacions són a l'origen de la senyoria que el bisbe i el capítol d'Urgell posseïren a Alàs, senyoria i jurisdicció que conservaren fins a la desamortització del segle xix.
Les jurisdiccions dels diferents pobles del municipi pertangueren a diverses mans. Cerc, el Ges i Artedó foren del capítol de la catedral d'Urgell. La Bastida d'Hortons, dels vescomtes de Castellbò, dins el quarter de Castellciutat, però pel pariatge del 1278 permutaren el lloc amb el bisbe d'Urgell; el 1595 encara pertanyia al bisbe i al capítol, però posteriorment pervingué a la corona (ho era ja a la primeria del segle xviii). Els llocs de Banat i de Vilanova de Banat foren dels Pinós.

## Política i govern

### Composició de la Corporació Municipal
| Candidatura                     | Candidatura | 1979 | 1983 | 1987 | 1991 | 1995 | 1999 | 2003 | 2007 | 2011 | 2015 | 2019 |
|                                 | CiU/JUNTS   |      |      |      |      |      | 4    | 4    | 5    | 4    | 7    | 6    |
|                                 | PSC-PM-CP   |      |      |      |      |      | 3    | 3    | 2    | 3    |      | 1    |
|                                 | ERC-AM      |      |      |      |      |      | 0    | 0    |      |      |      |      |
|                                 | PdP         |      |      | 7    | 7    | 7    |      |      |      |      |      |      |
|                                 | Ind         | 7    | 7    |      |      |      |      |      |      |      |      |      |
| Total                           | Total       | 7    | 7    | 7    | 7    | 7    | 7    | 7    | 7    | 7    | 7    | 7    |
| Fonts: Generalitat de Catalunya |             |      |      |      |      |      |      |      |      |      |      |      |

### Cronologia de l'alcaldia
| Període      | Nom de l'alcalde/-essa     | Partit polític | Data de possessió |
| ------------ | -------------------------- | -------------- | ----------------- |
| 1979 - 1983  | Josep Puigdemasa i Alviñà  | Ind            | 19/04/1979        |
| 1983 - 1987  | Josep Puigdemasa i Alviñà  | Ind            | 23/05/1983        |
| 1987 - 1991  | Jordi Ribó i Ortodó        | PdP            | 30/06/1987        |
| 1991 - 1995  | Jordi Ribó i Ortodó        | PdP            | 15/06/1991        |
| 1995 - 1999  | Joan Soldevila i Pagés     | PdP            | 17/06/1995        |
| 1999 - 2003  | Bartomeu Majoral i Moliné  | CiU            | 03/07/1999        |
| 2003 - 2007  | Bartomeu Majoral i Moliné  | CiU            | 14/06/2003        |
| 2007 - 2011  | Bartomeu Majoral i Moliné  | CiU            | 16/06/2007        |
| 2011 - 2015  | Bartomeu Majoral i Moliné  | CiU            | 11/06/2011        |
| 2015 - 2019  | Mari Carmen Ribó i Domejó  | CiU            | 06/13/2015        |
| 2019 - 2023  | Mari Carmen Ribó i Domenjó | JUNTS          | 15/06/2019        |
| Des del 2023 | n/d                        | n/d            | 17/06/2023        |

- FONT:[3]

## Cultura

### Festes majors
- Alàs: tercer diumenge de juliol
- Cerc: segon diumenge de juny
- Artedó: primer diumenge d'octubre
- Torres: tercer diumenge de setembre
- Vilanova: segon diumenge d'agost

### Aplecs
- Les Peces: dilluns de Pasqua i 16 d'agost
- Segars: diumenge després de Pasqua
- El Tossal: dia de Sant Antoni (13 de juny)